# Huelgas Reales
|  | Aquest article tracta sobre el monestir del terme de Valladolid. Si cerqueu el monestir del terme de Burgos, vegeu «las Huelgas». |

Las Huelgas Reales o Santa María la Real de las Huelgas, és un monestir femení de l'Orde del Cister, situat a Valladolid. Està catalogat Bé d'Interès Cultural' des del 3 de juny de 1931. Es va fundar l'any 1300 en l'època en la qual es començava a bastir la segona muralla de la ciutat.

## Història

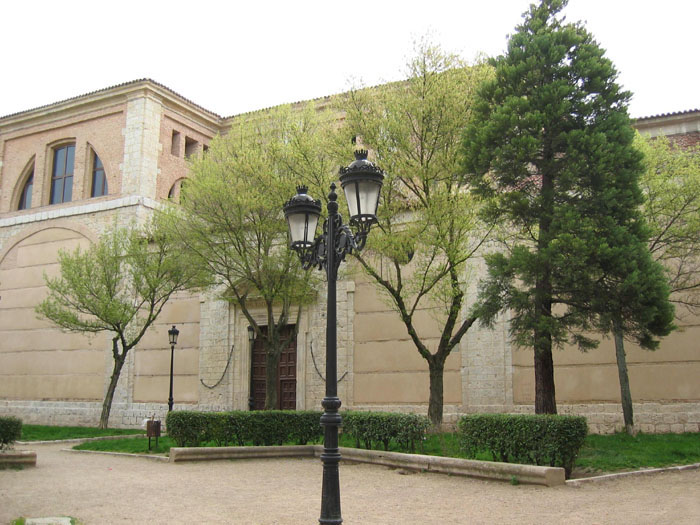
Monestir de les Huelgas Reales de Valladolid

La reina María de Molina, va ser la que va fer donació del seu propi palau situat extramurs per a la construcció d'un monestir cistercenc, l'any 1282. Amb aquest gest emulava el de Leonor de Plantagenet, esposa d'Alfons VIII, que havia patrocinat la fundació del Monestir de las Huelgas (Burgos). El monestir de Valladolid va començar a ser actiu l'any 1320. L'any 1328 va ser incendiat per les tropes d'Alfons XI i només se'n va salvar la sala capitular, una estança principal i la façana.
Actualment no en resta res del temple inicial i el més antic que hi ha és el sepulcre de María de Molina, del segle xv, i una porta de fortificació d'estil mudèjar.

## L'església
L'església actual va ser bastida en pedra, maó i tàpia entre 1579 i 1599 per Juan Ribero de Rada, Juan de Nates i Mateo de Elorriaga en estil renaixentista espanyol. Al centre del seu creuer es va instal·lar el sepulcre de María de Molina, que data originalment de 1410-1440 i va ser reformat el 1600.
El retaule major va ser traçat per Francisco de Praves, essent les escultures i relleus de Gregorio Fernández, que hi treballà cap a 1613; i les pintures de Tomás de Prado. Les reixes de les capelles són obra de Juan del Barco. Al cor baix hi ha un Crist de Juan de Juni. L'orgue és barroc fet a Valladolid per Juan Casado Valdivieso el 1706.
El claustre, es va començar a construir el 1622 i és molt sobri, de planta quadrada amb dos pisos. Va ser parcialment enderrocat l'any 1970 en ocasió d'una gran reforma arquitectònica.
- Detall del sepulcre de María de Molina.
- Orgue.
- Retaule Major de l'església.